# Cnipsomorpha
Cnipsomorpha is een geslacht van Phasmatodea uit de familie Phasmatidae. De wetenschappelijke naam van dit geslacht is voor het eerst geldig gepubliceerd in 2008 door Hennemann, Conle, Zhang & Liu.

## Soorten
Het geslacht Cnipsomorpha omvat de volgende soorten:
- Cnipsomorpha apteris (Liu & Cai, 1992)
- Cnipsomorpha biangulatus Chen & Zhang, 2008
- Cnipsomorpha colorantis (Chen & He, 1996)
- Cnipsomorpha erinacea Hennemann, Conle, Zhang & Liu, 2008
- Cnipsomorpha kunmingensis Chen & Pan, 2009